# Mia Kirshner
Mia Kirshner (Toronto, 25 de enero de 1975) es una actriz canadiense, conocida principalmente por interpretar a Jenny Schecter en The L Word.

## Biografía
Mia es descendiente de judíos sobrevivientes al Holocausto nazi, es la hija de Sheldon Kirshner, un escritor del periódico The Canadian Jewish News,su padre nació en los Campo de desplazados de Bad Reichenhall en Alemania en 1946; y conoció a la madre de Kirshner, una refugiada judía búlgara (de ascendencia judía sefardí), después de que inmigraran a Israel. Los abuelos paternos de Kirshner eran judíos polacos (de ascendencia judía asquenazí). Kirshner tuvo una educación de clase media, y asistió al Forest Hill Collegiate Institute, pero más tarde se graduó en el Jarvis Collegiate Institute. Kirshner estudió literatura rusa y la industria cinematográfica del siglo XX en la Universidad McGill de Montreal. Su hermana menor, Lauren Kirshner, escritora, participó en el proyecto I Live Here.

## Trayectoria
Kirshner comenzó su carrera en 1989 en «Loving the Alien», un episodio de la segunda temporada de War of the Worlds, en el que interpretaba tanto a Jo, una joven luchadora de la resistencia que es capturada y duplicada por los alienígenas enemigos, como a su doppelgänger. Kirshner debutó en el cine en 1993, a los 18 años, en Amor y restos humanos, de Denys Arcand. Convenció a su padre para que firmara una «renuncia al desnudo» para interpretar a una dominatrix. Al año siguiente, interpretó a una bailarina exótica conflictiva en Exótica de Atom Egoyan. En 1996, apareció en The Crow: City of Angels. También interpretó a Kitty Scherbatsky en la Versión de 1997 de Anna Karenina.
Kirshner también apareció en los tres primeros episodios de 24 como la assassin Mandy (una terrorista bisexual) en 2001. Más tarde repetiría el papel en el final de la segunda temporada y en la segunda mitad de la cuarta temporada de la serie. También en 2001, Kirshner interpretó a Catherine Wyler, «La chica más cruel del colegio», en No es otra película de adolescentes. El personaje es principalmente una parodia de Kathryn Merteuil (interpretada por Sarah Michelle Gellar) en Crueles intenciones, y estaba parcialmente basado en Mackenzie Siler (interpretada por Anna Paquin) de She's All That. En el vídeo musical de Marilyn Manson para «Tainted Love», que se incluyó en la banda sonora de la película, hizo una aparición en un cameo como su personaje Catherine Wyler.
En 2004, Kirshner interpretó a la escritora Jenny Schecter, personaje principal de la serie dramática The L Word. Permaneció en la serie hasta 2009, durante las seis temporadas.
En 2006, protagonizó La Dalia Negra de Brian De Palma, junto a Josh Hartnett, Aaron Eckhart, Scarlett Johansson y Hilary Swank. En la que Kirshner interpreta a la joven aspirante a actriz Elizabeth Short, cuya mutilación y asesinato en 1947 sigue sin resolverse. Aunque la película fue criticada, muchas reseñas destacaron su interpretación.Stephanie Zacharek de Salon.com, en una crítica mayoritariamente negativa, señala que el personaje homónimo fue «interpretado maravillosamente por Mia Kirshner...» Mick LaSalle escribió que Kirshner «da una impresión real de la Dalia como una soñadora triste y solitaria, una figura patética.» J. R. Jones describió su interpretación como «inquietante» y que las pruebas de pantalla ficticias de la película «aportan la oscuridad emocional que tanto falta en el resto de la película».
Kirshner dio vida al personaje de Jenny Schecter en la exitosa serie del canal Showtime The L Word desde que comenzó en 2004 y a lo largo de sus seis temporadas, hasta 2009. En octubre y tras 7 años de producción, Kirshner publicó su libro "I Live Here", en el cual mujeres y niños refugiados de lugares como Chechenia, Ciudad Juárez, Burma y Malaui cuentan su vida. Fue financiado por Amnistía Internacional, a quien le fueron entregados los beneficios de las ventas.
En 2010, Kirshner coprotagonizó la película 30 Días de Noche: Días Oscuros que comenzó a rodarse en otoño de 2009. En 2010, fue elegida para interpretar a Isobel Flemming  (madre biológica de Elena Gilbert) en algunos flashbacks de la serie y aparece en los últimos dos capítulos de la temporada en persona en The Vampire Diaries.
En 2011, puso voz al personaje del título en Bear 71, un National Film Board of Canada documental web que se estrenó en el Sundance Film Festival. documental web que se estrenó en el Festival de Cine de Sundance.
El 20 de abril de 2012, se anunció que Kirshner se uniría a la nueva serie de Syfy Defiance.
El 9 de octubre de 2013, se mencionó en el blog Showcase que Kirshner sería una de varias estrellas invitadas en la cuarta temporada de la serie de televisión Lost Girl.
De 2017 a 2019, interpretó el papel recurrente de Amanda Grayson, madre de Spock y madrastra del protagonista de la serie Michael Burnham en Star Trek: Discovery (un papel originado por Jane Wyatt en la Star Trek original). Más tarde retomó el papel en un episodio de Star Trek: Strange New Worlds.
El 5 de septiembre de 2019, el medio de noticias de Entertainment Tonight  informó que Kirshner interpretaría a un personaje en la película de Lifetime El escándalo de las admisiones universitarias con la coprotagonista Penelope Ann Miller en papeles inspirados en la vida real de las actrices Lori Loughlin y Felicity Huffman involucradas en una estafa masiva de soborno de admisiones universitarias. Al describir su papel, Kirshner dijo: "Esta historia trata de los privilegios y la corrupción y de gente que no sigue las normas porque se cree por encima de ellas... Mi personaje (basado en Loughlin) está inspirado en la vida real de las actrices Lori Loughlin y Felicity Huffman. Mi personaje [basado en Loughlin pero llamado «Bethany» en la película es tan corrupto, codicioso, narcisista, egocéntrico, y el diálogo es divertidísimo, así que me alegro de que también sean capaces de captar el humor sobre esto".
En septiembre de 2020, se anunció que Kirshner coprotagonizaría junto a Ben Savage una película navideña de Hallmark Channel titulada Love, Lights, Hanukkah!, que se estrenó el 12 de diciembre de 2020. Kirshner interpreta a la dueña de un restaurante llamada Christina, que se entera de su Ancestros judíos a través de una Prueba de ADN.

## En la cultura popular
Mia Kirshner ocupó el número 43 en la lista de las 100 mujeres más sensuales de 2002 en la revista Maxim.
Ella y Beverly Polcyn fueron nominadas al Mejor Beso en los MTV Movie Awards  de 2002 por No es otra estúpida película americana.
En 2011 se anunció que Kirshner sería la cara de la colección de joyas de Monica Rich Kosann.

## Filmografía

### Cine
| Año  | Título                      | Personaje          | Notas           |
| ---- | --------------------------- | ------------------ | --------------- |
| 1993 | Love and Human Remains      | Benita             |                 |
| 1993 | Cadillac Girls              | Page               |                 |
| 1994 | Exotica                     | Christina          |                 |
| 1995 | Murder in the First         | Rosetta Young      |                 |
| 1995 | The Grass Harp              | Maude Riordan      |                 |
| 1996 | The Crow: City of Angels    | Sarah Mohr         |                 |
| 1997 | Ana Karenina                | Kitty              |                 |
| 1997 | Mad City                    | Laurie Callahan    |                 |
| 1999 | Speed of Life               | Sarah              |                 |
| 1999 | Out of the Cold             | Deborah Berkowitz  |                 |
| 2000 | Innocents                   | Dominique Denright |                 |
| 2000 | Cowboys and Angels          | Candice            |                 |
| 2001 | Century Hotel               | Dominique          |                 |
| 2001 | According to Spencer        | Melora             |                 |
| 2001 | Not Another Teen Movie      | Catherine Wyler    |                 |
| 2002 | New Best Friend             | Alicia Campbell    |                 |
| 2002 | Now & Forever               | Angela Wilson      |                 |
| 2003 | Party Monster               | Natasha Gatien     |                 |
| 2005 | The Iris Effect             | Rebecca            |                 |
| 2006 | The Black Dahlia            | Elizabeth Short    |                 |
| 2008 | Miss Conception             | Clem               |                 |
| 2010 | 30 Days of Night: Dark Days | Lilith             | Directo-a-vídeo |
| 2011 | 388 Arletta Avenue          | Amy Walker         |                 |
| 2012 | The Barrens                 | Cynthia Vineyard   |                 |
| 2013 | I Think I Do                | Julia              |                 |
| 2016 | Milton's Secret             | Jane Adams         |                 |
| 2017 | A Swinger's Weekend         | Fiona              |                 |
| 2021 | Crisis                      | Susan Reimann      |                 |

### Televisión
| Año           | Título                         | Personaje            | Notas                                                                |
| ------------- | ------------------------------ | -------------------- | -------------------------------------------------------------------- |
| 1989          | War of the Worlds              | Jo                   | Episodio: "Loving the Alien"                                         |
| 1990          | Danger Bay                     | Catherine Walker     | Episodio: "Live Wires"                                               |
| 1990–1991     | Dracula: The Series            | Sophie Metternich    | Personaje principal                                                  |
| 1991          | E.N.G.                         | Risa Timerman        | Episodio: "Suffer the Little Children"                               |
| 1991          | My Secret Identity             | Alana Porter         | Episodio: "My Other Secret Identity"                                 |
| 1991, 1992    | Tropical Heat                  | Cathy Paige / Sandy  | Episodios: "Runaway", "Stranger in Paradise"                         |
| 1992          | Road to Avonlea                | Emily Everett-Smythe | Episodio: "High Society"                                             |
| 1992          | Are You Afraid of the Dark?    | Pam / Dora Pease     | Episodio: "The Tale of the Hungry Hounds"                            |
| 1995          | Johnny's Girl                  | Amy Ross             | Película de televisión                                               |
| 2001–2002     | Wolf Lake                      | Ruby Cates           | Personaje principal                                                  |
| 2001–2005     | 24                             | Mandy                | Recurrente                                                           |
| 2004–2009     | The L Word                     | Jenny Schecter       | Personaje principal                                                  |
| 2007          | They Come Back                 | Faith Hardy          | Película de televisión                                               |
| 2009          | The Cleaner                    | April May            | Episodio: "Does Everybody Have a Drink?"                             |
| 2009          | CSI: NY                        | Deborah Carter       | Episodio: "Dead Reckoning"                                           |
| 2010–2011     | The Vampire Diaries            | Isobel Flemming      | Recurrente (T 1-2)                                                   |
| 2012          | Kiss at Pine Lake              | Zoe McDowell         | Película de televisión                                               |
| 2013          | The Surrogacy Trap             | Christy Bennett      | Película de televisión                                               |
| 2013          | Graceland                      | Ashika Pearl         | Episodio: "Pizza Box"                                                |
| 2013          | Lost Girl                      | Clio                 | Episodios: "In Memoriam", "Sleeping Beauty School", "Lovers. Apart." |
| 2013–2014     | Defiance                       | Kenya Rosewater      | Personaje principal                                                  |
| 2015          | Bloodline                      | Sarah Rayburn        | Episodios: "Part 1", "Part 6", "Part 11"                             |
| 2015          | Reluctant Witness              | Erin Villeneuve      | Película de televisión                                               |
| 2016          | Real Detective                 | Detective Mannina    | Episodio: "No One Is Safe"                                           |
| 2017–Presente | Star Trek: Discovery           | Amanda Grayson       | Recurrente                                                           |
| 2019          | The College Admissions Scandal | Bethany Slade        | Película de televisión                                               |
| 2020          | Love, Lights, Hanukkah!        | Christina            | Película de televisión                                               |

- Saturn (1999) - Sarah
- Dark Summer (2000) - Dominique Denright
- Buy Borrow Steal (2007) (post-production)- Clem

### Videojuegos
| Año  | Título       | Personaje | Notas |
| ---- | ------------ | --------- | ----- |
| 2006 | 24: The Game | Mandy     | Voz   |